# Grzebowilk (stacja kolejowa)
Grzebowilk – stacja kolejowa w Grzebowilku w gminie Siennica, w powiecie mińskim, w województwie mazowieckim na linii kolejowej nr 13.
Jest to stacja kolejowa na zelektryfikowanej linii jednotorowej (potocznie mijanka). Obsługuje ruch pociągów towarowych oraz pospiesznych (w tym międzynarodowych). Nie jest dostępna dla pasażerów.
Stacja ma 5 torów – jeden główny i po dwa główne dodatkowe z każdej strony – wszystkie zelektryfikowane. Nie ma żadnych peronów ani ramp ładunkowych.
Przejeżdża przez nią większość pociągów relacji Warszawa – Lublin. Zatrzymują się z jednej strony na stacji Warszawa Wschodnia, a z drugiej Pilawa lub Lublin.
Posiada połączenia ze stacjami:
- Pilawa (linia 13)
- Krusze (linia 13) i Tłuszcz (przez Krusze)
- Mińsk Mazowiecki (linie 13 i 522)
- Sulejówek Miłosna (linie 13, 521 i 2) i Warszawa Wschodnia (przez Sulejówek-Miłosnę)

## Posterunek odgałęźny Mińsk Mazowiecki R101
Mińsk Mazowiecki R101 to posterunek odgałęźny na linii kolejowej nr 13, obsługujący łącznice 521 i 522.
Znajduje się na Kędzieraku, na południowy zachód od stacji Mińsk Mazowiecki.
Pozwala zjechać z linii kolejowej nr 13, pociągom jadącym od stacji Grzebowilk na linię kolejową nr 2 w obu kierunkach (na stacje Sulejówek Miłosna lub Mińsk Mazowiecki).